# John Mulagada
John Mulagada (* 12. Dezember 1937 in Parripadu, Andhra Pradesh, Indien; † 16. August 2009 in Vijayawada, Andhra Pradesh, Indien) war ein indischer Geistlicher und römisch-katholischer Bischof von Eluru.

## Leben
John Mulagada studierte am Priesterseminar St. John’s in Hyderabad und empfing am 4. Januar 1965 die Priesterweihe.
Papst Paul VI. ernannte ihn am 9. Dezember 1976 zum ersten Bischof des mit gleichem Datum neugegründeten Bistums Eluru. Die Bischofsweihe spendete ihm der Sekretär der Kongregation für die Evangelisierung der Völker, Duraisamy Simon Lourdusamy, am 5. Mai 1977; Mitkonsekratoren waren Saminini Arulappa, Erzbischof von Hyderabad, und Ignatius Gopu MSFS, Bischof von Visakhapatnam.
Er war der erste Bischof der römisch-katholischen Kirche in Indien, der der Kaste der Dalit („Unberührbare“) angehörte. Er setzte sich insbesondere für die soziale Gerechtigkeit und den Zugang zu Bildungseinrichtungen der Kaste der „Unberührbaren“ ein. Er wurde als erster Telugu-Bischof bezeichnet.
John Mulagada verstarb nach kurzer Krankheit im Amt. Die Trauerfeier am 19. August 2009 in St. Xavier’s Grounds in Eluru, die von Mariadas Kagithapu MSFS, Erzbischof von Visakhapatnam, und Marampudi Joji, Erzbischof von Hyderabad, gehalten wurde, begleiteten über 20000 Gläubige, darunter 700 Priester und 1500 Nonnen.